# Verrucachernes spinosus
Verrucachernes spinosus är en spindeldjursart som beskrevs av Beier 1979. Verrucachernes spinosus ingår i släktet Verrucachernes och familjen blindklokrypare. Inga underarter finns listade i Catalogue of Life.